# Kumbi
Kumbi jest miastem w okręgu Bishnupur w indyjskim stanie Manipur.
To małe miasto jest znane ze swego bogactwa w sztukę i kulturę. Przez miejscowość przepływa mała rzeka zwana „Khuga Turel” lub „Rzeka Khuga”.
Większość mieszkańców pozyskuje środki do życia w sezonowej uprawie i rybołówstwie.
Liczba ludności w mieście wynosi 7 947 (dane na rok 2001)